# 海伦·加拉格尔
海伦·加拉格尔（英語：Helen Gallagher，1926年7月19日—），美国女演员、舞者、歌手。曾获得托尼奖最佳音乐剧女主角。